# Sarcostoma javanica
Sarcostoma javanica är en orkidéart som beskrevs av Carl Ludwig von Blume. Sarcostoma javanica ingår i släktet Sarcostoma och familjen orkidéer. Inga underarter finns listade i Catalogue of Life.